# Paluweh

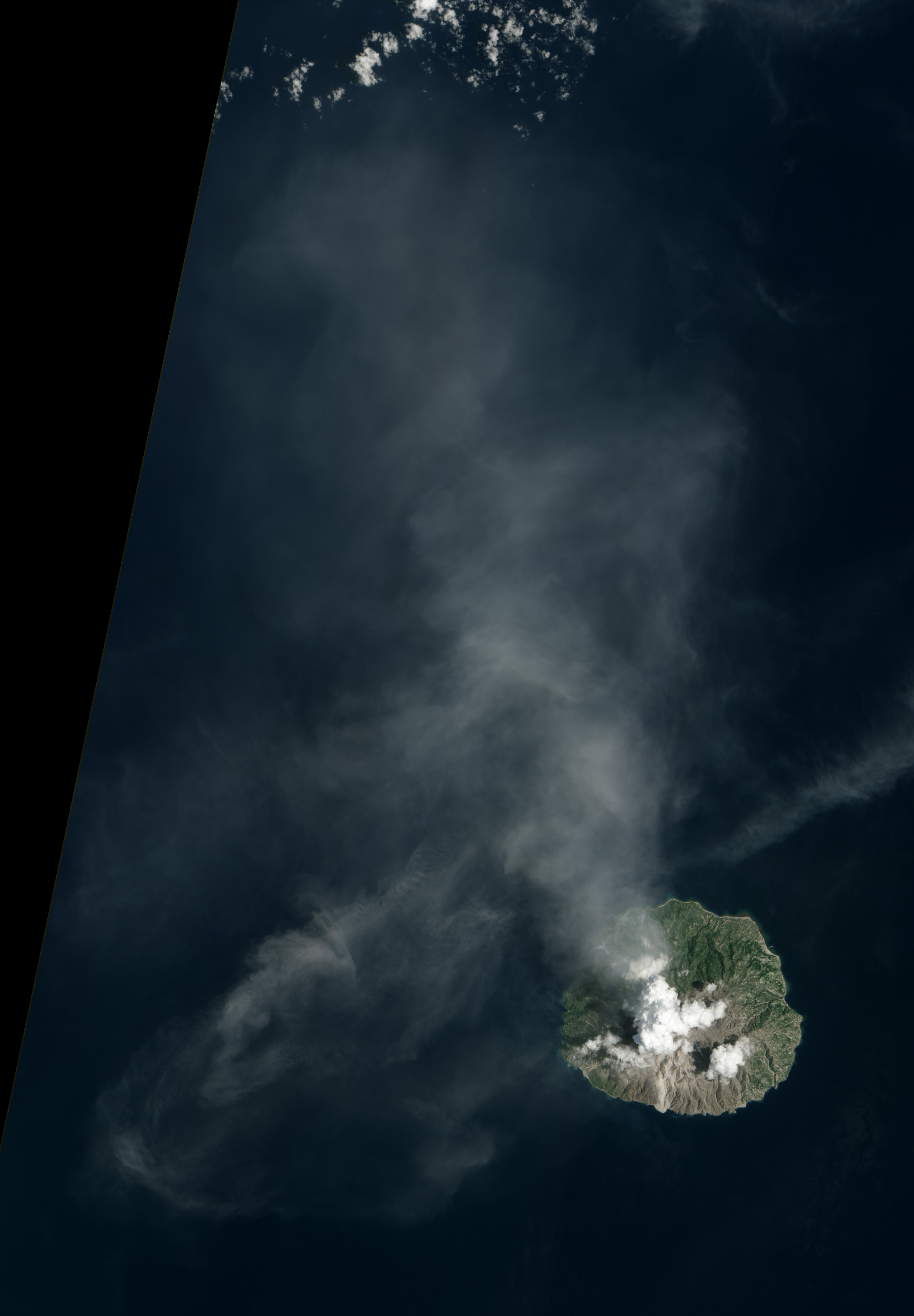
Ausbruch des Paluweh im Februar 2013

Der Paluweh (auch Rokatenda) ist ein 875 Meter hoher aktiver Stratovulkan auf der indonesischen Insel Palu'e. Die Insel gehört zu den Kleinen Sundainseln, die zusammen mit den Großen Sundainseln am nordöstlichen Rand des Indischen Ozeans zu einer hufeisenförmigen Zone verstärkter Erdbeben- und Vulkanaktivitäten gehört.

## Ausbrüche
Ein Ausbruch des Paluweh fand 1928 statt. 1964 ereignete sich ein lang anhaltender Ausbruch, infolgedessen 3000 Menschen auf die Nachbarinsel Flores evakuiert wurden.
Seit Herbst 2012 ist der Vulkan wieder verstärkt aktiv. Eine Eruption ereignete sich Anfang Februar 2013. Die Aschewolke war rund 4000 Meter hoch und regnete über der Insel ab. Teile der Ernte wurden dabei zerstört, viele Inselbewohner verließen die Insel. Ein weiterer Ausbruch mit einer 2000 Meter hoch reichenden Aschewolke ereignete sich am 10. August 2013. Dabei wurden sechs Menschen getötet und 3000 Einwohner wurden nach Flores in Sicherheit gebracht.